# Колінчастий вал

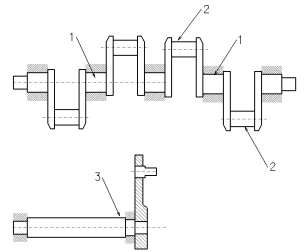
Два варіанти вала: з шатунними шийками (вгорі) і з кривошипом (внизу)

Схема та принцип роботи кривошипно-шатунного механізму. Колінчастий вал зображено червоним кольором

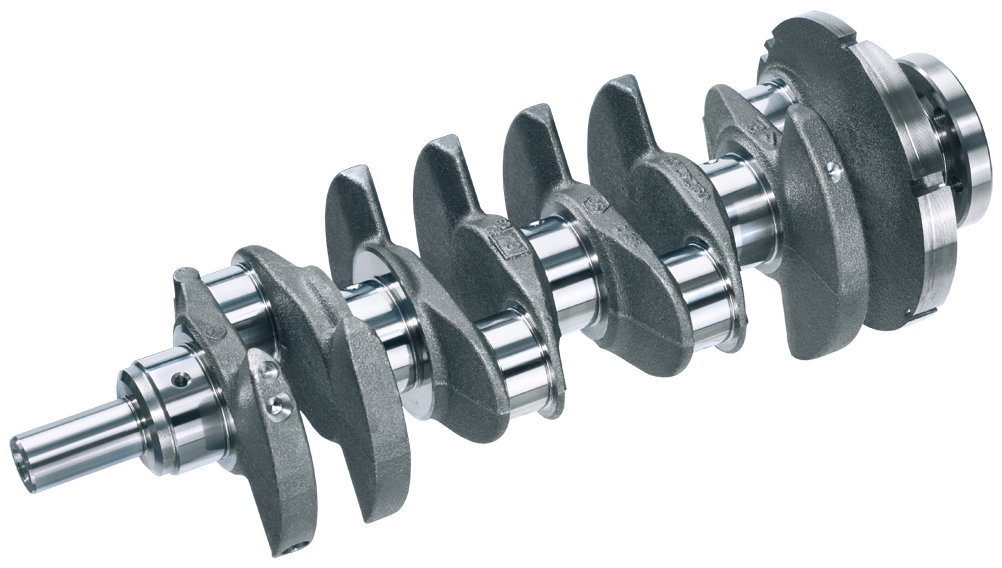
Литий, повноопорний колінчастий вал (пісочне лиття) чотирициліндрового двигуна внутрішнього згоряння з чавуну.

Колі́нчастий вал — вал (чи вузол у випадку складеного вала) складної форми, призначений для перетворення зворотно-поступального руху (наприклад, поршня) в обертальний навколо своєї осі, що має шийки, зміщені від осі обертання для кріплення шатунів, від яких сприймає зусилля і перетворює їх в крутний момент. Є складовою частиною кривошипно-шатунного механізму (КШМ).

## Використання
Використовується у двигунах внутрішнього згоряння, поршневих компресорах, насосах, ковальсько-пресових машинах та ін.

## Основні елементи колінчастого вала
- Корінна шийка — опора вала, що лежить в корінній вальниці, розміщеному в картері двигуна.
- Шатунна шийка — опора, за допомогою якої вал зв'язується з шатунами (для змащення шатунних вальниць є мастильні канали).
- Щоки — зв'язують корінні і шатунні шийки.
- Передня вихідна частина вала — частина вала, на якій кріпиться зубчасте колесо або шків відбору потужності для привода кулачкового вала газорозподільного механізму (ГРМ) і різних допоміжних вузлів, систем і агрегатів.
- Задня вихідна частина вала (хвостовик) — частина валу, що з'єднується з маховиком або шестірнею відбору основної частини потужності.
- Противаги — забезпечують розвантаження корінних вальниць від відцентрових сил інерції першого порядку незрівноважених мас кривошипа і нижньої частини шатуна, що забезпечує плавність роботи КШМ.

## Конструктивні особливості
Конструктивно колінчастий вал об'єднує кілька корінних і шатунних шийок, з'єднаних між собою щоками. Корінних шийок, як правило, на одну більше, а вал з таким компонуванням називається повноопорним. Корінні шийки мають більший діаметр, ніж шатунні шийки. Продовженням щоки в протилежному від шатунної шийки напрямку є противагою.
Шатунна шийка, яка розташована між двома щоками, називається коліном. Коліна розташовуються в залежності від числа, розташування та порядку роботи циліндрів, тактності двигуна. У поршневих машинах число колін колінчастого вала зазвичай дорівнює числу циліндрів; розташування колін залежить від робочого циклу, умов урівноваження машин і розташування циліндрів.
Колінчастий вал V-подібного двигуна виконується з видовженими шатунними шийками, на яких базується два шатуни лівого і правого рядів циліндрів. На деяких валах V-подібних двигунів спарені шатунні шийки зміщені одна відносно одної на кут 18°, що забезпечує у двигунах внутрішнього згоряння кращу рівномірність запалювання (технологія носить назву англ. split-pin).
Відбір потужності з колінчастого вала двигуна внутрішнього згоряння проводиться з заднього кінця (хвостовика), до якого кріпиться маховик. На передньому кінці колінчастого вала розташовуються посадочні місця, на яких кріпляться зубчасте колесо (зірочка) приводу вала (валів) газорозподільного механізму, шків урухомлення допоміжних агрегатів, а також у деяких конструкцій — гасильник крутильних коливань.

## Матеріали для виготовлення
Колінчасті вали виготовляють з вуглецевих, хромомарганцевих, хромонікельмолібденових, та інших сталей методом кування, а також із спеціальних високоміцних чавунів методом лиття. Найбільшого застосування знаходять, сталі марок 45, 45Х, 45Г2, 50Г, а для навантажених колінчастих валів дизельних двигунів — 40ХНМА, 18ХНВА тощо.

## Історія

### Китай

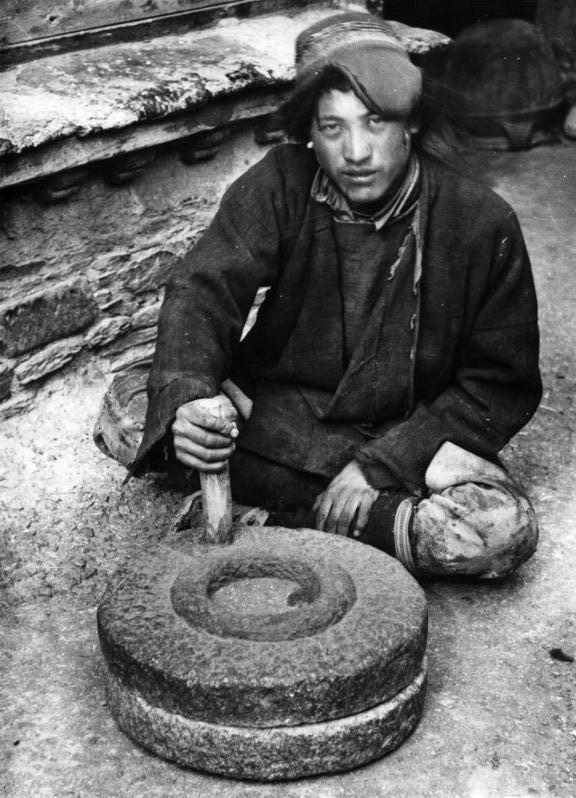
Кверни є формою рукоятки з ручним керуванням.

Перші кривошипии з ручним приводом з’явилися в Китаї за часів династії Хань (202 р. до н. е.-220 р. н. е.). Їх використовували для мотання шовку, прядіння конопель, для сільськогосподарського віяла, у борошнопросіювальній машині з водяним приводом, для металургійних міхів із гідравлічним приводом та в брашпилі колодязів .  Роторний віяло значно підвищило ефективність відділення зерна від лушпиння та стебел.   Однак потенціал кривошипа перетворювати круговий рух у зворотно-поступальний рух, здається, ніколи не був повністю реалізований у Китаї, і кривошип зазвичай був відсутній у таких машинах до початку 20-го століття. 

### Європа

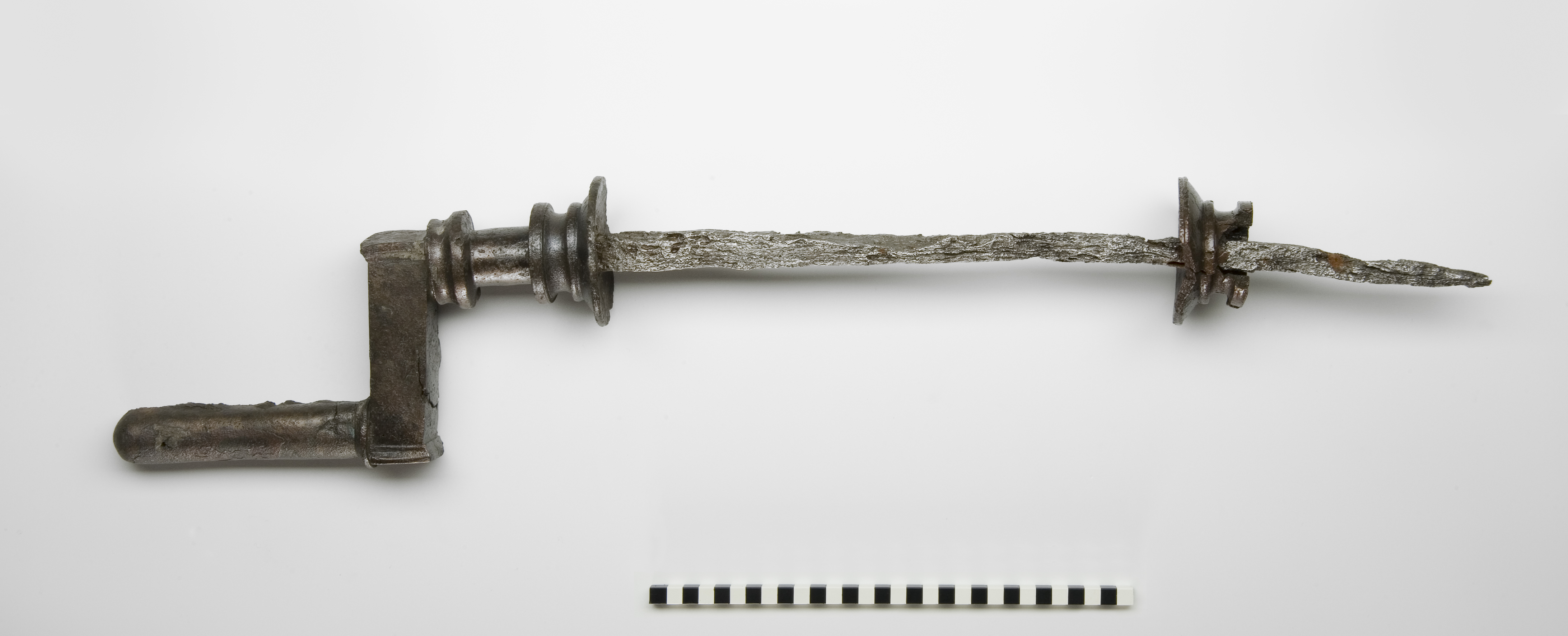
Римська колінчаста ручка, прибл. 250 AD

Кривошип у формі ексцентрично встановленої рукоятки обертового ручного млина з'явився в 5 столітті до нашої ери в кельтиберській Іспанії і зрештою поширився по всій Римській імперії.    Римський залізний шатун, датований 2-м століттям нашої ери, був розкопаний у Августа Рауріка, Швейцарія.   Римський млин із кривошипним приводом датується кінцем ІІ ст. 

Ієрапольська лісопилка в Малій Азії (III ст.), машина, яка поєднує кривошип із шатуном.

Докази кривошипа в поєднанні з шатуном з’являються в млинах Ієраполіс, датованих 3-м століттям; їх також знаходять у кам'яних пилорамах у римській Сирії та Ефесі, що датуються 6 століттям.  На фронтоні млина в Ієраполісі зображено водяне колесо, яке живиться гонкою млина, що приводить в дію через зубчасту передачу дві рамні пилки, які ріжуть блоки за допомогою якихось шатунів і кривошипів.  Кривошипно-шатунні механізми інших двох археологічно засвідчених лісопилок працювали без зубчастої передачі.   Мармурові пили з водяним приводом у Німеччині згадував поет кінця 4-го століття Авзоній;  Приблизно в той же час ці типи млинів, здається, також були вказані Григорієм Нісським з Анатолії.   
Обертовий точильний камінь , що працює за допомогою колінчастої ручки, показаний у Каролінгському рукописі Утрехтського Псалтиря ; малюнок пером близько 830 р. сходить до пізньоантичного оригіналу.  Кривошипи, які використовувалися для обертання коліс, також зображені або описані в різних творах, датованих десятим-тринадцятим століттями.  
Перші зображення складної рукоятки в теслярській дужці з’явилися між 1420 і 1430 роками в північноєвропейських творах мистецтва.  Швидке впровадження складного кривошипа можна простежити в роботах невідомого німецького інженера, який писав про стан військової техніки під час гуситських воєн: спочатку знову з’явився шатун, застосований до кривошипів; по-друге, двокомпонентні кривошипи також почали оснащувати шатунами; і по-третє, маховик використовувався для цих кривошипів, щоб перевести їх у «мертву точку».  Концепція була значно вдосконалена італійським інженером і письменником Роберто Вальтуріо в 1463 році, який розробив човен із п’ятьма комплектами, де всі паралельні кривошипи з’єднані з єдиним джерелом енергії одним шатуном, ідея також була підхоплена його співвітчизником Італійський художник Франческо ді Джорджіо. 
Кривошип став звичайним у Європі на початку 15 століття, як видно з робіт військового інженера Конрада Кізера (1366 – після 1405).   Пристрої, зображені на «Белліфортісі» Кейсера, включають колінчаті брашпилі для облогових арбалетів, колінчастий ланцюг відер для підйому води та рукоятки, встановлені на колесо дзвонів.  Кайзер також оснастив гвинти Архімеда для підйому води рукояткою, нововведенням, яке згодом замінило стародавню практику роботи з трубою шляхом ступання. 
Пізанелло намалював поршневий насос, який приводився в рух водяним колесом і приводився в дію двома простими кривошипами і двома шатунами. 

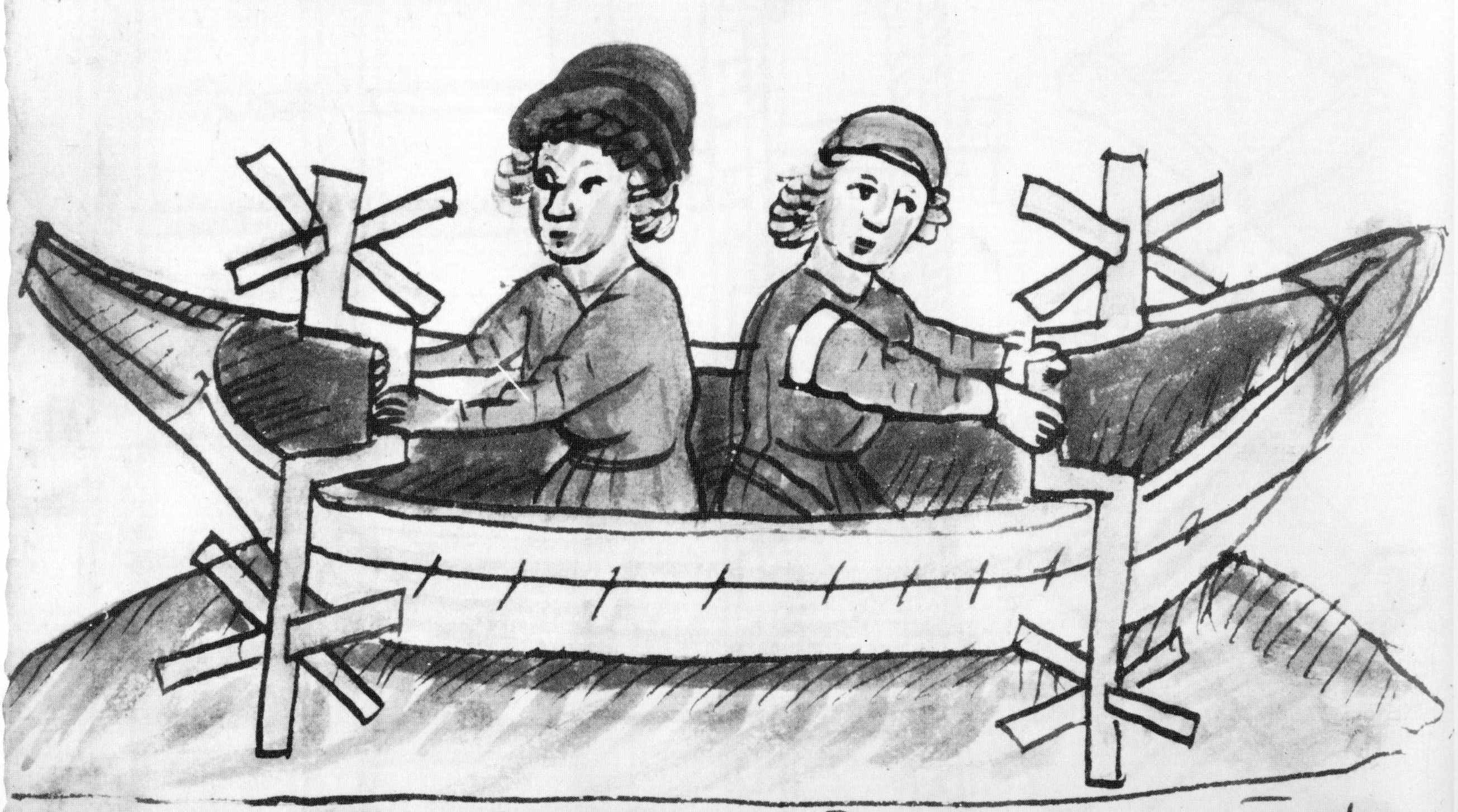
Човен XV ст з кривошипним приводом

Також у 15 столітті з’явилися колінчасті зубчасті пристрої, які називаються кранекінами, які прикріплювалися до ложі арбалета як засіб для ще більшої сили під час охоплення метальної зброї.  У текстильній промисловості з'явилися колінчасті котушки для намотування мотків пряжі. 
Італійський лікар Гвідо да Віджевано (прибл. 1280 - 1349), плануючи новий хрестовий похід, створив ілюстрації для веслового човна та бойових екіпажів, які приводилися в рух складними шатунами та зубчастими колесами, що оберталися вручну,  визначених Лінном Таунсендом Вайтом як ранній прототип колінчастого вала.  Псалтир Латтрелла, датований приблизно 1340 роком, описує точильний камінь, який обертався двома кривошипами, по одному на кожному кінці осі; редукторний ручний млин, який керувався одним або двома кривошипами, з'явився пізніше в 15 столітті. 
Приблизно в 1480 р. ранньосередньовічний роторний камінь був удосконалений педальним і кривошипним механізмом. Кривошипи, встановлені на візках-штовхачах, вперше з’являються на німецькій гравюрі 1589 року  Колінчасті вали також були описані Леонардо да Вінчі (1452–1519)  та голландським фермером і власником вітряків на ім’я Корнеліс Корнелісзон ван Уітгест у 1592 році. Його вітряна пилорама використовувала колінчастий вал для перетворення кругового руху вітряка на рух вперед-назад, що приводило пилу в рух. У 1597 році Корнелізон отримав патент на колінчастий вал.

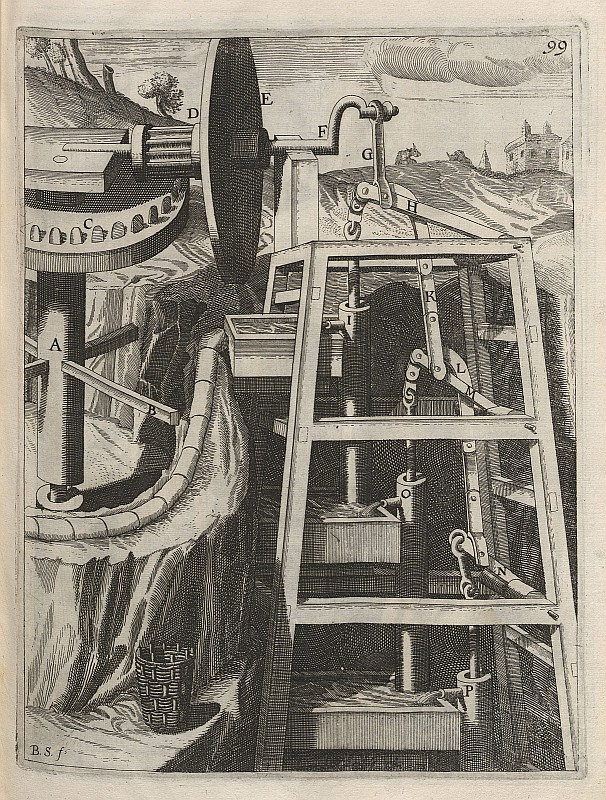
Водяний насос 1661 року від Георга Андреаса Беклера

Починаючи з 16-го століття, докази використання кривошипів і шатунів, інтегрованих у конструкцію машини, стають багатими в технологічних трактатах того періоду: «Різноманітні та штучні машини» Агостіно Рамеллі 1588 року описує вісімнадцять прикладів, кількість яких зростає в Theatrum Machinarum Novum. Георга Андреаса Беклера до 45 різних машин.  Шатуни раніше були звичайними для деяких машин на початку 20 століття; наприклад, майже всі фонографи до 1930-х років приводилися в дію двигунами з годинниковим механізмом, які заводилися за допомогою шатунів. Поршневі двигуни використовують кривошипи для перетворення лінійного руху поршня в обертальний. Двигуни внутрішнього згоряння автомобілів початку 20-го століття зазвичай запускалися ручними шатунами, перш ніж електричні стартери увійшли в загальне використання.

### Західна Азія
Кривошипна рукоятка з’являється в кількох гідравлічних пристроях, описаних братами Бану Муса в їхній «Книзі геніальних пристроїв» 9-го століття.  Ці кривошипи з автоматичним керуванням з’являються в кількох пристроях, два з яких мають дію, наближену до дії колінчастого вала. Проте автоматичний кривошип, описаний Banū Mūsā, не дозволив би повністю обертатися, але була потрібна лише невелика модифікація, щоб перетворити його на колінчастий вал. 